# The Fame Monster
Vous lisez un « bon article » labellisé en 2011.  Il fait partie d'un « bon thème ».
Albums de Lady Gaga
The Fame
(2008) Born This Way
(2011)
Singles
1. Bad Romance
Sortie : 26 octobre 2009
2. Telephone
Sortie : 15 février 2010
3. Alejandro
Sortie : 20 avril 2010
4. Dance In The Dark
Sortie : 26 juillet 2010

The Fame Monster est le deuxième album, commercialisé comme un EP de la chanteuse américaine Lady Gaga. Il sort le 18 novembre 2009 et contient huit chansons qui devaient à l'origine être ajoutées dans une réédition du premier album de Gaga, The Fame. Toutefois, après des pourparlers avec Interscope, le label de Gaga, l'album est vendu séparément et devient donc une œuvre autonome. Une version super deluxe de l’album, nommé Fame Monster Pack contient les deux disques en plus de marchandises additionnelles, incluant une mèche d’une des perruques de Gaga, sort le 15 décembre 2009.
L’album traite de la facette plus sombre de la célébrité que Gaga a vécue lors de sa tournée The Fame Ball Tour de 2008 à 2009, durant laquelle elle a traversé le monde. Chaque piste incarne un monstre, qui est une métaphore pour représenter une peur. Gaga compare le thème de son premier album et celui de The Fame Monster avec le Yin et le Yang. Photographiée par Hedi Slimane, la pochette de l’album est de style gothique, esthétique que les membres de la maison de disques de Gaga n’ont pas approuvée jusqu’à ce que celle-ci les convainque d’accepter la thématique de la séance photo. La composition de l’album est puisée dans la musique gothique et dans les défilés de mode. Bien reçu par les critiques musicaux, l'album est salué pour les chansons Bad Romance, Telephone ainsi que Dance in the Dark.
Dans certains pays, l’album ne bénéficie pas d’une commercialisation autonome, ses ventes sont donc mixées à celles de The Fame. Dans d’autres pays – comme les États-Unis, le Canada et le Japon – The Fame Monster est classé individuellement. L’album atteint la première position des hits-parades de l’Australie, de l’Allemagne, de l’Irlande, de la Nouvelle-Zélande, de la Pologne ainsi que du Royaume-Uni et se positionne dans le « top dix » dans beaucoup d’autres pays. Bad Romance sort en tant que premier single de l’album, trônant au sommet des palmarès canadien, britannique et irlandais en plus d'atteindre la deuxième place des classements australien, américain et suédois. Trois autres singles en sont issus – Telephone, Alejandro puis Dance in the Dark – dont les deux premiers atteignent le « top dix » des hit-parades américain et britannique tandis que le troisième ne parvient qu’à se rendre dans le « top 90 » britannique étant donné sa sortie limitée à l’Australie et à la France. Pour promouvoir l’album, Gaga crée The Monster Ball Tour. La tournée s'entame le 27 novembre 2009 et se termine en mai 2011. Le 13 février 2011, The Fame Monster et ses chansons reçoivent trois Grammy Awards ; il est également nommé pour l’album de l’année mais ne remporte finalement que la récompense du meilleur album pop.
En 2024, l'édition deluxe de The Fame Monster comportant également l'album The Fame est classée à la 89e place de la liste des 100 meilleurs albums d'Apple Music.

## Développement

Gaga en mars 2009 lors de sa première tournée, The Fame Ball Tour, pendant laquelle elle a écrit l'album The Fame Monster.

Lors de la soirée de lancement pour des écouteurs développés par Gaga en collaboration avec Dr. Dre, l'artiste explique qu’elle prévoit de sortir un nouvel album et déclare : « Je pense que faire une réédition est injuste [...] cela voudrait dire que je suis une de ces artistes qui ajoutent quelques singles sur un album déjà terminé dans le but de le laisser d’actualité. Initialement, ma maison de disques voulait uniquement mettre trois nouvelles chansons sur une réédition et maintenant c’est bien plus que cela. C’est un nouvel album contenant du matériel exclusif ». En ce qui concerne le titre The Fame Monster, Gaga explique que le fait que le nom de l’album soit similaire au nom de la compagnie chez laquelle elle produit ses écouteurs, les Hearbeats, est une coïncidence. Elle avait par ailleurs déjà écrit une piste intitulée Monster, en mars, avant que Dr. Dre et Noel Lee, les directeurs de la compagnie Monster Cable Products, la contactent pour parler d’une possible collaboration. Gaga affirme plus tard qu’elle est obsédée par les films de monstres, disant : « La décadence de la célébrité et la façon dont la célébrité est un monstre dans la société - voilà de quoi traite mon nouvel album ; c'est donc une sorte de solution idéale »,. Dans le courant de l’année 2009, Gaga atteste que la version en réédition de The Fame Monster contient huit nouvelles chansons, en plus de celles présentes sur la version originale de The Fame[réf. souhaitée]. L’album évoque une nouvelle facette de la célébrité, plus sombre, liée à la vie que Gaga a vécue lors de son tour du monde de 2008-2009. Elle explique :

« Dans ma réédition The Fame Monster, j’ai écrit à propos de tout ce que je n’avais pas mentionné dans The Fame. Alors que j’ai traversé le monde pendant deux ans, j’ai rencontré certains monstres, et dans mon nouvel opus, chacun est représenté par une différente chanson : ma peur du monstre du sexe, ma peur du monstre de l’alcool, ma peur du monstre de l’amour, ma peur du monstre de la mort, ma peur du monstre de la solitude, etc. »

Lady Gaga ajoute :

« J’ai passé beaucoup de nuits en Europe de l'Est, et cet album est une expérience pop avec des sons gothiques, des mélodies dance des années 90, des nuances obsessionnelles à propos des génies de la musique mélancolique pop des années 80 et de la mode. J’ai écrit tout cela en regardant des défilés de mode et je me dois donc d’avouer que ma musique est inspirée par eux. »

Elle déclare aussi que les nouveaux morceaux n'abordent ni le thème de l’argent, ni celui de la célébrité, ajoutant qu’ils traitent plutôt de ce qui se trouve entre ces deux éléments et qu’elle les a écrits pour ses fans. Gaga souligne que les thèmes de The Fame et celui de The Fame Monster sont opposés, les décrivant comme étant respectivement le Yin et le Yang. Gaga dit avoir vécu une véritable dichotomie pour développer l’album, en respectant la thématique de celui-ci. Dans une interview pour MTV, elle déclare : « Je suis prête pour l’avenir, mais je regrette le passé [...] C’est un véritable rite de passage — il faut quitter certaines choses. Il faut aussi les pleurer comme si une mort avait eu lieu, ainsi vous pouvez passer à autre chose, et tout cela est un des sujets dont l’album traite ». En Amérique du Nord, The Fame Monster sort en album avec uniquement les huit pistes le 23 novembre 2009. De plus, quelque temps après la sortie standard, le site web de Gaga confirme qu’une version deluxe est disponible, comportant toutes les chansons de son premier album, The Fame, en tant que disque bonus. À l’origine, seule la version deluxe devait être prévue, toutefois, Gaga trouvant le prix démesuré, c'est une version standard qui voit le jour.

## Composition
Les journalistes du The Independent trouvent que la première chanson de l’album, Bad Romance, donne le ton au reste de l'album The Fame Monster — le gothique. Ils notent que ce genre « dominant et esthétique » est renforcé par la pochette de l'album, qui, toujours selon eux, caractérise le style ogival vu son logo en forme de crucifix et sa monochromie. Le refrain de Bad Romance possède quelques similitudes avec Boney M et la musique de Depeche Mode, particulièrement celle de leur cinquième album studio, Black Celebration, sorti en 1986,. Les paroles contiennent plusieurs références aux zombies, notamment dans les chansons Monster (« He ate my heart » qui se traduit par « Il a mangé mon cœur »), dans la piste de style cosaque, Teeth (« Take a bite of my bad-girl meat » qui se traduit par « Croque dans ma chair de vilaine fille ») et dans Dance in the Dark (« Silicone, saline, poison, inject me baby » qui se traduit par « Silicone, saline, poison, injecte-le moi bébé »). D’autres paroles du même titre font quant à elles références à des morts tragiques telles que celles de Marilyn Monroe, Judy Garland, Sylvia Plath, Lady Diana, Liberace ou encore JonBenét Ramsey,.
La chanson titre de l’album, Monster, contient des bégaiements, des notes electropops ainsi qu’une instrumentation dominée par les batteries. Une autre piste de l’album, la ballade Speechless, qui est inspirée par la musique rock des années 1990, a pour thème les relations violentes et sulfureuses, entre autres dans les paroles « I can’t believe how you slurred at me with your half-wired broken jaw » qui se traduit par « Je ne peux pas croire comment tu m’as insultée avec ta mâchoire à moitié déboîtée ». Le titre se résume à des harmonies vocales et à des solos de guitare, qui selon PopMatters, sont comparables au travail général de Freddie Mercury et de Queen. La piste est produite par Ron Fair et son instrumentation entière, soit : la batterie, la guitare et la basse, est enregistrée en direct. Gaga de son côté joue du piano, sur ce titre.
La cinquième piste de l’album, Dance in the Dark, décrit une fille qui est mal à l'aise pour faire l’amour lorsque les lumières sont allumées. Parlant de la chanson, Gaga déclare : « Elle ne veut pas que son copain la voie nue. Elle se sent libre, elle laisse son côté animal se déchaîner, mais seulement lorsque les lumières sont éteintes ». Dans So Happy I Could Die, Gaga chante une ode concernant les actions et sentiments sexuels, affirmant : « I love that lavender blonde / The way she moves the way she walks / I touch myself, can’t get enough » qui se traduit par : « J’aime ce blond lavande / La façon dont elle bouge, la façon dont elle marche / Je me touche moi-même, et ça ne suffit jamais ». Se révélant être une chanson d’amour, le sens de la partie du titre « So Happy » est représenté par la confession de Gaga quant au fait qu'elle boit de l’alcool, qu’elle danse, qu’elle analyse et qu’elle se masturbe. Dans cette dernière piste, la voix de Gaga y apparaît sur un ton plus fade qu'en général,. Techniquement, le morceau utilise le logiciel de modification de la voix Auto-Tune dans certains passages. Une autre chanson de l’album, Alejandro, incorpore des éléments de la musique des groupes ABBA et Ace of Base, notamment dans les paroles qui parlent de Gaga refusant de visiter un harem d’hommes latinos. Un autre morceau, Telephone, évoque son côté d’une chanteuse qui préfère danser plutôt que de répondre à l’appel de son amoureux. Les couplets sont chantés d’une façon très rapide et accompagnés par un rythme tout aussi vif. Gaga déclare que la chanson traite de sa peur de la suffocation en précisant que c'est « la peur de ne jamais pouvoir s’amuser, de se reposer. Parce que j’aime tant mon travail, je trouve vraiment difficile de me calmer et d’avoir du bon temps ». L’appel dont fait illusion la piste n’est pas un appel réel, mais plutôt la voix d’une personne lui criant dans sa tête de travailler avec de plus en plus de force. Le dernier morceau, Teeth, contient de la musique gospel et les paroles comportent plusieurs références au sado-masochisme, ces dernières évoquant le fait que Gaga doive rencontrer une autre personne qu’elle devra alors attacher avec des liens, puis la mordre.

## Sortie et pochette

Gaga en septembre 2010 aux États-Unis, chantant Monster lors de sa seconde tournée, The Monster Ball Tour.

Initialement, l’album devait être une réédition de The Fame séparée en deux disques, mais, le 12 novembre 2009, Gaga déclare dans une interview pour MTV que l’album est une pièce artistique individuelle. Gaga ajoute aussi qu’il y allait avoir la sortie d’éditions supplémentaires, telles que The Fame Monster Deluxe Edition ou encore Super Deluxe Fame Monster Pack, qui sort le 15 décembre 2009. Cette dernière édition contient plusieurs produits dérivés en rapport avec Gaga et sa maison créative dont une mèche de cheveux de sa perruque. Gaga explique son choix de faire de The Fame Monster un album en disant,

« Alors que j’avais à moitié composé The Fame Monster, je me suis fait une révélation à moi-même ; il s’agit de mon second album. Je ne veux pas ajouter ou enlever aucune piste de cet album. C’est un travail conceptuel possédant un corps musical qui possède ses propres caractéristiques. Il ne nécessite pas l’appui de The Fame. Pour ceux qui n’ont pas mon premier album, il y a une version contenant deux disques qui regroupent mes deux albums et diverses créations faites par la Haus of Gaga et par notre mentor, Hedi Slimane. Écoutez la musique, assistez à la tournée, vivez et aimez-vous vous-même. »

Une version USB de l’album, The Fame Monster Limited Edition USB Drive, sort le 3 mai 2010. Elle contient la version explicite de The Fame Monster, en plus de neuf remixes, huit vidéoclips, un livret numérique, les pochettes de tous les singles et une galerie de photos.
Deux pochettes différentes illustrent l’album, chacune prise par le designer et photographe Hedi Slimane. La première montre Gaga coiffée d’une perruque blonde vêtue d’une jaquette noire tandis que la seconde montre Gaga coiffée d’une longue perruque noire et maquillée avec un eyeliner imposant qui forme des larmes sur son visage. Concernant la pochette, Gaga explique que lorsqu’elle a créé le concept pour l’album, elle voulait faire la création la plus sombre et funèbre de sa carrière. Toutefois, sa maison de disques trouve que la couverture où elle porte la perruque brune est trop confuse et gothique  pour représenter la pop et par le même fait The Fame Monster. Gaga leur répond en affirmant,

« Vous ne savez pas ce qu’est la pop, parce que tout le monde me disait l’an dernier que je n’étais pas pop, et maintenant regardez — donc ne me dites pas ce qu'est la pop car je sais ce qu’elle est. [...] C’est drôle parce que je me suis battue, puis battue et encore battue, et je me suis finalement retrouvée avec deux couvertures, parce que je voulais faire avec les pochettes une présentation qui représente le Yin et le Yang. [...] Je ne veux pas offrir une couverture très glamour de moi en train de me frotter, comme les autres blondes le feraient. Je veux que mes fans voient cette image et se disent « Je sens ce qu’elle sent ». »

## Accueil critique
The Fame Monster reçoit de manière générale de bonnes notes de la part des critiques professionnels. Sal Cinquemani de Slant Magazine trouve que l’album n’est pas un grand pas en avant pour Gaga, notant que celui-ci est « petit, éphémère et musicalement passe inaperçu par rapport au message qu’il transmet ». Il remarque « qu’il y a quelque chose de fascinant dans la manière dont Gaga, notamment avec cet album, rejette toute intimité et association avec les autres ». Cinquemani salue les chansons Bad Romance et Dance in the Dark en affirmant qu’elles sont les meilleures de l’album. Simon Price de The Independent apprécie The Fame Monster, le décrivant comme étant « une pièce artistique possédant ses propres particularités ». Kitty Empire de The Observer souligne que l’album est « magnifiquement original et dérangé ». Toutefois, Empire n’est pas interpellé par Speechless, affirmant que la ballade est « le point faible de Gaga ». Malgré cela, Kitty salue Bad Romance en déclarant que « ce genre de chansons ne fait qu’encore plus profondément ancrer Gaga dans son rôle, faisant donc de cette fille italienne peu charismatique la nouvelle Madonna ». Paul Lester de la BBC complimente la totalité des pistes de l’album, disant qu’il regorge d'« énormément d’originalité, rendant quelque peu raison à l’invention féministe qu’est le DIY [...] Ainsi, elle amène un nouveau vent de fraîcheur au peuple, et cela ne peut qu’être amusant ». Sarah Hajibagheri du Times commente l’album en disant qu’il « ne possède pas le rythme et le mordant qui habituellement nous donnent instantanément l'envie d’entrer dans le monde de l’excentrique New-Yorkaise, Lady Gaga ». Josh Modell de Spin affirme quant à lui qu’« au moment même où Gaga se lance dans ses émouvantes ballades [...] elle semble perdue ». Evan Sadwey de PopMatters trouve qu’avec cet album, Gaga prouve certaines choses. Sadwey élabore en écrivant qu’ « elle n’est pas en accord avec le fait de sans cesse faire la même chose encore et encore. Elle tente de créer de nouvelles modes, d’inspirer les gens dans une période où la plupart des célébrités se considèrent comme des divas de la pop et dans laquelle les femmes de l’industrie de la musique sont prêtes à compromettre leur crédibilité artistique dans l’espoir d’avoir un succès radiophonique. [...] Gaga fait certes quelques erreurs dans sa route vers le nirvana de la pop — mais à en juger par le résultat final de The Fame Monster, il y a de grandes chances qu’elle atteigne son objectif plus tôt que tard ».
Bill Lamb d’About délivre une note de cinq étoiles sur cinq à l’album, déclarant que « The Fame Monster est le meilleur disque conceptuel pop du moment. Il s’inspire de plusieurs chanteuses pop ayant régné dans le passé, telles que Madonna, Annie Lennox et Debbie Harry, pour autant, rien ne semble être identique — Lady Gaga réussit à s’approprier tout style musical. Si Gaga est ce que deviendra la pop contemporaine dans les futures années, nous sommes entre de bonnes mains ». Mikael Woods du Los Angeles Times note que The Fame Monster démontre parfaitement l’ambition et le style original de Gaga. Jon Dolan de Rolling Stone trouve de son côté que « La moitié du disque est une sorte d’imitation de Madonna, mais cela fait partie du concept — le monstre de la célébrité n’a pas besoin de se préoccuper du regard des autres ». Edna Gundersen de USA Today atteste que dans The Fame Monster, « L’étrange froideur que Gaga dégage avec ses chansons donne l’impression qu’elle tente, en vain, d’établir une connexion avec ses auditeurs. En raison de l’échec de cette tentative, un certain vide se crée dans plusieurs pistes. Cependant, avec sa mentalité avant-gardiste, Gaga a réussi à créer un chef-d’œuvre pop-électro rempli d’excentricités et d’indescriptibles morceaux liés à la théâtralité, qui est parfaitement ajusté à son style ». Michael Hubbard de MusicOMH complimente les huit chansons issues de l’album. Neil McCormick du Daily Telegraph critique positivement l’album, le décrivant comme étant d’une « qualité recherchée et adaptée qui transmet un sentiment de liberté. [...] Bien que la thématique de l’album ne soit pas aussi bien tracée que celle de The Fame, l’énergie irrépressible de Gaga, ses mélodies audacieuses, parfois drôles et d’autres fois sensationnelles, rendent le produit final intéressant ». Dans son guide du consommateur pour MSN Music, le critique Robert Christgau salue Lady Gaga pour le fait qu’elle compose et écrit ses chansons elle-même, donnant une note de « A- » à The Fame Monster. Il résume l’album en disant qu’il s’agit « du genre de disque qui est bien enregistré, dans des studios de luxe, et qui bénéficie d’une production sans aucune faille et d’une direction artistique quasiment parfaite ». Plus globalement, Metacritic compile plusieurs avis, qui ensemble, délivrent à l'album une note moyenne de 77 sur 100. Ce dernier site indique que l’album reçoit « généralement de bons avis » de la part des journalistes.
En 2010, lors des 21e Gay & Lesbian Alliance Against Defamation Media Awards, Gaga remporte le prix de la meilleure artiste internationale pour l’album The Fame Monster. En plus de cette dernière récompense, l’album et ses chansons reçoivent six nominations dans le cadre des 53e Grammy Awards. L’opus est nommé dans son intégralité pour l’album de l’année et remporte le Grammy Award du meilleur album vocal pop,. Quant aux chansons en faisant partie, Bad Romance gagne les prix de la meilleure performance vocale pop ainsi que du meilleur court vidéoclip ; Telephone est nommé pour la meilleure collaboration vocale alors que Dance in the Dark se distingue pour le meilleur enregistrement dance,.

## Performance dans les hit-parades

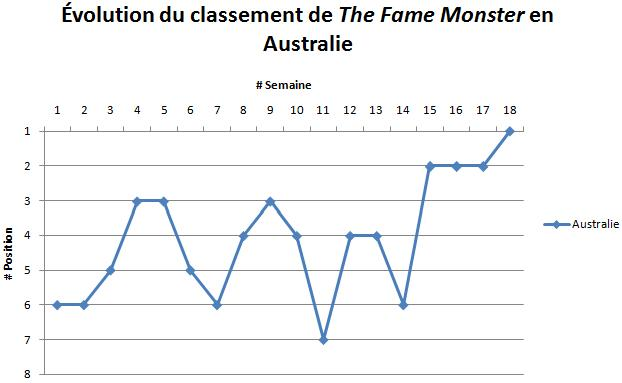
Évolution du classement de The Fame Monster en Australie, retraçant les dix-huit premières semaines de classement de l'album.

Aux États-Unis, le disque individuel de The Fame Monster se classe à la cinquième position du hit-parade américain et se vend à plus de 174 000 exemplaires lors de la semaine de sa sortie tandis que la version deluxe, incluant The Fame, se classe à la sixième place du Billboard et s’écoule à plus de 151 000 copies cette même semaine. De plus, l’album trône sur le classement Top Digital Albums avec ses 65 000 copies numériques vendues lors de la semaine de sa sortie. Sept des huit pistes issues de l’album se positionnent dans le Hot Digital Songs. L’album atteint aussi la première place du Dance/Electronic Albums, faisant ainsi suite à The Fame. En janvier 2010, l’album est certifié disque de platine par la Recording Industry Association of America (en abrégé RIAA) pour son million d’exemplaires vendus, puis en mars 2020 quintuple disque de platine pour cinq millions d'exemplaires vendus. Au Canada, l’album se positionne pour la première fois au 6e rang du palmarès canadien, ce qui reste son plus haut classement.
En Australie, les ventes de The Fame Monster sont initialement fusionnées à ceux de The Fame, mais quelques mois plus tard, il est considéré comme un album individuel. C'est ainsi que huit semaines après sa sortie, il atteint le premier numéro du hit-parade de ce dernier pays, et est certifié disque de platine par l’Australian Recording Industry Association (ARIA), pour ses 140 000 copies vendues dans le pays,. L’album se classe également au Danemark, en Irlande et en Allemagne, où il atteint la première place dans ces deux derniers pays,. Au Japon, The Fame Monster atteint la deuxième position du Oricon.
Au Royaume-Uni, l’album sort uniquement dans sa version deluxe, c’est-à-dire celle incluant The Fame, et ne bénéficie pas d’une considération en tant qu’album, il voit donc ses ventes s’additionner à celles de The Fame. Le 3 janvier 2010, il atteint la deuxième place du hit-parade de ce pays. De plus, toutes les pistes de The Fame Monster se classent dans le top 110 britannique ; la chanson non-commercialisée à cette époque qui atteint le plus haut rang se révèle être Telephone, qui atteint le top 40 en se classant à la 30e position. Dans la semaine du 28 février 2010, les albums fusionnés atteignent la première place du UK Albums Chart pour la cinquième fois. Le 21 mars 2010, l’album trône une nouvelle fois sur le palmarès britannique, devançant ainsi le nouvel album de Glee, qui selon les analystes devait atteindre le premier rang. The Fame Monster se classe également à la 13e position du European Top 100 Albums. L’album est certifié triple disque de platine par l’International Federation of the Phonographic Industry (IFPI) pour ses trois millions d’exemplaires écoulés à travers l’Europe.

## Singles
Bad Romance est confirmé comme étant le premier single de l’album. Un bref extrait en est interprété au Saturday Night Live le 3 octobre 2009, dans un mash-up de la chanson avec Poker Face et LoveGame,. Bad Romance est diffusé pour la première fois lors du défilé de mode Printemps/Été 2010 du designer Alexander McQueen, dans le cadre de la Semaine de la mode parisienne, le 6 octobre 2009. La chanson est disponible en téléchargement numérique à partir du 27 octobre 2009. Elle atteint le premier rang des hit-parades du Canada, du Royaume-Uni, de l’Europe, de l’Allemagne, de l’Autriche, de la Bulgarie, du Danemark, de la Finlande, de la France, de l’Italie, de la Hongrie, de l’Irlande, de la Norvège, de la Roumanie, de la Slovaquie, de l’Espagne et de la Suède en plus d’atteindre la deuxième position aux États-Unis, en Australie, en Nouvelle-Zélande, en Belgique et en Suisse,. Le 13 février 2011, le single reçoit le Grammy Awards de la meilleure performance vocale pop ainsi que celui du meilleur court-métrage pour un vidéoclip.
Telephone sort en tant que second single de l’album. La chanson est en collaboration avec l’artiste R'n'B Beyoncé. Gaga interprète pour la première fois le morceau en direct lors des Brit Awards 2010, dans un medley avec Dance In The Dark, pour rendre hommage à Alexander McQueen. Le vidéoclip de Telephone est diffusé pour la première fois dans E! News le 11 mars 2010. Il se révèle être une continuation du vidéoclip de Paparazzi, et lui aussi est sous forme de court-métrage. Le titre est apprécié par les critiques, celles-ci remarquant qu’il se démarque du reste de l’album. La piste bénéficie d’un succès commercial, se classant à la première position des palmarès de Belgique, du Danemark, de l’Europe, de l’Irlande, de la Norvège et du Royaume-Uni, où la chanson devient le second numéro un consécutif dans ce pays, et le quatrième au total. Telephone atteint aussi le numéro trois du Billboard Hot 100, le hit-parade américain, marquant ainsi son sixième single à être dans le top 10. Il se classe également à la première place du Billboard Pop Songs, devenant le sixième numéro un consécutif de Gaga dans ce palmarès, brisant ainsi les records de Beyoncé et Mariah Carey, qui détenaient toutes deux le plus grand nombre de numéro un consécutifs depuis la création du classement, en 1992. Le titre est nommé aux Grammy Awards pour la meilleure collaboration vocale pop.
Alejandro est commercialisé en tant que troisième single de l’album. Initialement, Dance In The Dark devait faire suite au single précédent, Telephone, mais en raison d'une préférence du label de Gaga, les plans furent modifiés. Gaga choisit donc cette piste pour être le troisième single de l’album, sans consulter sa maison de disques. Une polémique naît alors entre Gaga et son label, mais finalement un accord est conclu, permettant de ce fait à Alejandro d’être commercialisé. Via son compte Twitter, Gaga officialise la décision en disant « Alejandro is on the radio. Fuck it sounds so good, we did it little monsters » qui se traduit par « Alejandro est à la radio. Merde, ça sonne si bien, nous l’avons fait mes petits monstres »,. Le single est envoyé aux stations de radio américaines le 20 avril 2010. Le morceau atteint la première position des hit-parades de la Bulgarie, de la Finlande, de la Pologne et de la Roumanie en plus d’atteindre le top cinq canadien et australien, ainsi que le top dix de plusieurs autres pays. Aux États-Unis, le titre atteint la cinquième position, devenant ainsi le septième single consécutif de Gaga à atteindre le top dix du Billboard Hot 100.
Dance In The Dark est, en France ainsi qu’en Australie, publié en tant que quatrième single de l’album. Il est interprété pour la première fois dans un spectacle hors-tournée lors des Brit Awards 2010, dans un medley avec Telephone rendant hommage au défunt Alexander McQueen. Le morceau est d’abord commercialisé en tant que single promotionnel de The Fame Monster en Belgique. Il atteint le top 10 en Hongrie et en Slovaquie, le top 20 en République tchèque, le top 30 en Australie, le top 50 en Belgique ainsi que le top 100 au Canada et au Royaume-Uni. Aux États-Unis, la piste atteint la 22e place du Bubbling Under Hot 100 Singles, ce qui équivaut à la 122e position générale, en raison des importants téléchargements d’un remix de la chanson présent dans la compilation The Remix. Le titre reçoit une nomination aux Grammy Awards pour la meilleure chanson dance.

## Promotion
La promotion de The Fame Monster est inaugurée avec une performance lors du Saturday Night Live, où Gaga chante en autres des parties de Bad Romance en version acoustique. Gaga se rend également dans divers talk-shows, tels que It’s On with Alexa Chung, ou encore en Allemagne dans Wetten, dass..?. Le 16 novembre 2009, Gaga interprète Speechless au Musée d'art contemporain de Los Angeles dans le cadre des célébrations de son 30e anniversaire. Pour réaliser cette performance, elle collabore avec Francesco Vezzoli et les membres de l’Académie russe du ballet Bolshoï. Le 16 novembre 2009, Gaga apparaît dans un épisode de Gossip Girl, une série télévisée diffusée sur CW ; l'épisode est intitulé : The Last Days of Disco Stick. Elle y joue le premier single de The Fame Monster, Bad Romance. D’autres pistes sont apparues dans l’épisode en guise de trame sonore telles que Alejandro, Dance in the Dark et Telephone. Bad Romance est aussi interprété aux American Music Awards 2009, dans le The Jay Leno Show et dans le The Ellen DeGeneres Show,,. Le 15 janvier 2010, Gaga rejoint Oprah Winfrey dans le The Oprah Winfrey Show et y interprète un medley de Monster, Bad Romance et Speechless.
Lors des 52e Grammy Awards, Gaga ouvre la cérémonie avec l'interprétation d’un medley de Poker Face, Speechless et de Your Song, avec Elton John. Le 16 février 2010, elle assiste aux Brit Awards 2010 et y chante un medley acoustique de Telephone et de Dance in the Dark en hommage à son défunt ami, Alexander McQueen. En mars 2010, Bad Romance et Monster sont ajoutées au contenu téléchargeable de la série de jeux vidéo Rock Band, avec en plus Just Dance et Poker Face, pistes issues de The Fame.

Gaga en avril 2010 au Japon, chantant Speechless lors d'un spectacle organisé avec Terence Koh, nommé Gagakoh.

Précédemment, Gaga annonce qu’elle prévoit de faire une tournée en collaboration avec Kanye West. Le nom de cette dernière tournée est Fame Kills Starring : Lady Gaga and Kanye West. Toutefois, après l’incident avec Taylor Swift des MTV Video Music Awards 2009, West annonce qu’il prend une pause musicale. Suivant cette annonce, toutes les représentations du Fame Kills sont immédiatement annulées. Plus tard, Gaga explique qu’elle a alors décidé de lancer plutôt sa propre tournée pour promouvoir The Fame Monster. La tournée, nommée The Monster Ball Tour, commence en novembre 2009 et se termine au début de mai 2011. Elle met en scène différentes artistes qui sont chargés de la première partie, dont Kid Cudi et Jason Derülo. Décrite par Gaga comme « le premier opéra pop électro », The Monster Ball Tour débute quatre jours après la sortie de The Fame Monster.
Gaga et son équipe de production développent une scène répartie en plusieurs parties, chacune ayant une thématique qui lui est propre. Elle affirme que la scène a pour but de lui prodiguer une inspiration créative. Les thématiques mineures de l’album étant mises de côté pour faire place au sujet principal de The Fame Monster, les paranoïas, la tournée suit ce thème dans sa conception. Le Monster Ball Tour, tout comme les peurs représentées dans l’album, subit une évolution, qui est décrite par Gaga comme une « croissance constante ». Elle compare d’ailleurs la mise en place de la scène à un plateau de série télévisée. Des éléments de décor de sa tournée annulée avec Kanye sont incorporés dans certaines parties. La liste des pistes chantées lors des représentations se résume à des titres tirés de The Fame Monster et de son premier album, The Fame. Pour les spectacles de 2010, Gaga ressent le besoin de créer une nouvelle thématique, de nouveaux costumes ainsi que de nouveaux décors, qui sont finalement inventés et fabriqués dans un court laps de temps. Ainsi, le thème principal de cette nouvelle version du The Monster Ball Tour est New York ; il décrit une histoire dans laquelle Gaga et ses amis sont à New York et se perdent alors qu’ils veulent se rendent au lieu du spectacle. Cette version est divisée en cinq parties, la dernière étant le retour. Chaque segment, qui est séparé par une vidéo d’interlude différente à chaque acte, montre Gaga dans un nouvel habit. En résumé, les concerts de 2009 montrent Gaga apparaissant devant une toile sur laquelle sont projetées des lignes. Ils continuent avec des versions acoustiques de différents titres où Gaga porte un costume de cuir, puis elle enfile un habit d’Égyptienne traditionnelle et est coiffée d’une perruque de style conte de fée,. La nouvelle version est plus théâtrale et comporte beaucoup plus d’éléments dont un soutien-gorge pyrotechnique, une automobile transformée en piano, un énorme poisson-ange ainsi que plusieurs costumes que Gaga porte. Les critiques contemporaines apprécient le spectacle, saluant les habilitées vocales ainsi que le sens de la mode et du style de Gaga. Ils sont très impressionnés par la théâtralité et l’élégance des spectacles, et les comparent à ceux d'autres artistes telle que Madonna.

## Liste des pistes
Toutes les chansons sont écrites par Lady Gaga ; informations additionnelles ci-dessous :
| No | Titre                         | Auteur                                                                 | Producteur(s)                   | Durée |
| -- | ----------------------------- | ---------------------------------------------------------------------- | ------------------------------- | ----- |
| 1. | Bad Romance                   | Lady Gaga, RedOne                                                      | RedOne                          | 4:54  |
| 2. | Alejandro                     | Lady Gaga RedOne                                                       | RedOne                          | 4:34  |
| 3. | Monster                       | Lady Gaga, RedOne, Space Cowboy                                        | RedOne                          | 4:10  |
| 4. | Speechless                    | Lady Gaga                                                              | Ron Fair                        | 4:31  |
| 5. | Dance in the Dark             | Lady Gaga, Fernando Garibay                                            | Fernando Garibay                | 4:49  |
| 6. | Telephone (featuring Beyoncé) | Lady Gaga, Rodney Jerkins, LaShawn Daniels, Beyoncé, Lazonate Franklin | Rodney Jerkins                  | 3:41  |
| 7. | So Happy I Could Die          | Lady Gaga, RedOne, Space Cowboy                                        | RedOne, Lady Gaga, Space Cowboy | 3:55  |
| 8. | Teeth                         | Lady Gaga, Taja Riley                                                  | Teddy Riley                     | 3:41  |

| 9. | Bad Romance (Starsmith Remix) | Lady Gaga RedOne | Starsmith | 4:56 |

| 9.  | Bad Romance (Starsmith Remix)                                              | RedOne                              | Starsmith           | 4:56 |
| 10. | Telephone (Passion Pit Remix) (featuring Beyoncé)                          | Jerkins, Daniels, Beyoncé, Franklin | Passion Pit         | 5:13 |
| 11. | Paparazzi (Demolition Crew Remix)                                          | Rob Fusari                          | Demolition Crew     | 3:54 |
| 12. | Just Dance (Deewaan Remix) (featuring Ashking, Wedis, Lush et Young Thoro) | RedOne, Aliaune Thiam               | Deewaan             | 4:17 |
| 13. | LoveGame (Robots to Mars Remix)                                            | RedOne                              | Robots to Mars      | 3:14 |
| 14. | Eh, Eh (Nothing Else I Can Say) (Frankmusik Remix)                         | Martin Kierszenbaum                 | Frankmusik          | 3:48 |
| 15. | Poker Face (Live at The Cherrytree House) (Piano & voice version)          | RedOne                              | Martin Kierszenbaum | 3:38 |
| 16. | Bad Romance (Grum Remix)                                                   | RedOne                              | Grum                | 4:51 |
| 17. | Telephone (Alphabeat Remix) (avec Beyoncé)                                 | Jerkins, Daniels, Franklin, Beyoncé | Alphabeat           | 5:13 |

| 1. | Just Dance                      | 4:06 |
| 2. | Poker Face                      | 3:40 |
| 3. | Paparazzi                       | 7:43 |
| 4. | LoveGame                        | 3:43 |
| 5. | Eh, Eh (Nothing Else I Can Say) | 3:03 |
| 6. | Bad Romance                     | 5:14 |
| 7. | Telephone                       | 9:27 |

## Crédits
| - Gretchen Anderson – producteur - Eelco Bakker – ingénieur - Beyoncé – compositrice - Bobby Campbell – créateur artistique - Joe Cory – assistant ingénieur - Mike Daly – assistant - LaShawn Daniels – compositeur - Christian Delano – ingénieur, retoucheur - Mike « Handz » Donaldson – effets spéciaux, ingénieur vocal - Stacy Dulan – choriste - Ron Fair – arrangeur, chef d'orchestre, producteur - Paul Foley – ingénieur - Nicola Formichetti – styliste - Lazonate Franklin – compositeur - Fernando Garibay – arrangeur, compositeur, programmeur, producteur, musicien - Lisa Einhorn Gilder – coordonnatrice - John Goux – guitariste - Matty Green – assistante - Vincent Herbert – Producteur délégué, A&R - Tal Herzberg – bassiste, producteur, ingénieur - Eric Jackson – guitariste - Rodney Jerkins – compositeur, producteur, mixeur, musicien - Dyana Kass – créatrice artistique, agente de marketing - Ryan Kennedy – assistant ingénieur - Martin Kierszenbaum – A&R - Abe Laboriel, Jr. – batteur | - Lady Gaga – pianiste, arrangeuse, compositrice, programmeuse, vocaliste, choriste, productrice, arrangeuse vocale, musicienne - Takayuki Matsushima – assistante - Hisashi Mizoguchi – ingénieure vocale - Musicians Regiment Horns – Cor d'harmonie - Tal Oz – assistant ingénieur - Jennifer Paola – A&R - Dan Parry – ingénieur, retoucheur - Julian Peploe – directeur artistique - Jack Joseph Puig – mixeur - RedOne – compositeur, programmeur, choriste, producteur, ingénieur, arrangeur vocal, musicien, éditeur vocal - Taja Riley – compositrice - Teddy Riley – producteur, mixeur - Andrea Ruffalo – coordonnatrice - Dave Russell – ingénieur, mixeur, retoucheur - Peter Savic – coiffeur - Johnny Severin – ingénieur, éditeur vocal - Hedi Slimane – photographe - Space Cowboy – compositeur, programmeur, choriste, producteur, ingénieur, musicien - Mark « Spike » Stent – mixeur - Teyonie – choriste - Jonas Wetling – ingénieur, retoucheur - Frank Wolff – ingénieur - Ianthe Zevos – créateur artistique |

Crédits extraits du livret de l'album The Fame Monster, Interscope Records.

## Classements et certifications
| Pays                                  | Position | Temps au hit-parade | Certification |
| ------------------------------------- | -------- | ------------------- | ------------- |
| Allemagne [A]                         | 1er      | 91 semaines         |               |
| Argentine                             | 1re      | 70 semaines         |               |
| Australie                             | 1er      | 88 semaines         | 3 × Platine   |
| Autriche [A]                          | 1er      | 104 semaines        |               |
| Belgique (Fr)                         | 1er      | 71 semaines         | 2 × Platine · |
| Belgique (Nl)                         | 1er      | 80 semaines         | 2 × Platine · |
| Brésil                                | 1re      | 96 semaines         | 2 × Platine   |
| Canada                                | 1er      | 74 semaines         |               |
| Colombie                              | 1er      | 140 semaines        | Platine       |
| Conseil de coopération du Golfe       | 1er      | 89 semaines         | Diamant       |
| Croatie                               | 1er      | 29 semaines         |               |
| Danemark                              | 1re      | 80 semaines         | 2 × Platine   |
| Espagne [A]                           | 1re      | 80 semaines         | Platine       |
| États-Unis                            | 5e       | 74 semaines         | 5 × Platine   |
| États-Unis (Dance/Electronic Albums), | 1er      | 84 semaines         | 5 × Platine   |
| Union européenne                      | 1re      | 80 semaines         | 3 × Platine   |
| Finlande                              | 1er      | 95 semaines         | Platine       |
| France [A]                            | 1re      | 120 semaines        | 2 × Platine   |
| Grèce [A]                             | 1re      | 104 semaines        | Platine       |
| Hongrie [A]                           | 1re      | 153 semaines        |               |
| Indonésie                             | 1er      | 210 semaines        | 7 × Platine   |
| Irlande                               | 1er      | 110 semaines        | 12 × Platine  |
| Italie                                | 1re      | 113 semaines        | Diamant       |
| Japon                                 | 1re      | 265 semaines        | 2 × Platine   |
| Mexique [A]                           | 1re      | 101 semaines        |               |
| Norvège                               | 1re      | 95 semaines         | 3 × Platine   |
| Nouvelle-Zélande                      | 1er      | 156 semaines        | 5 × Platine   |
| Pays-Bas                              | 1re      | 155 semaines        |               |
| Pologne                               | 1er      | 111 semaines        | Diamant       |
| République tchèque                    | 1er      | 156 semaines        |               |
| Roumanie                              | 1er      | 147 semaines        | Diamant       |
| Royaume-Uni [A]                       | 1er      | 109 semaines        |               |
| Russie                                | 1er      | 135 semaines        | 6 × Platine   |
| Suède                                 | 1re      | 163 semaines        | Diamant       |
| Suisse [A]                            | 1er      | 112 semaines        |               |

| Pays                                 | Position | Année | Période     |
| ------------------------------------ | -------- | ----- | ----------- |
| Australie                            | 5e       | 2009  | 2009 - 2010 |
| Danemark                             | 2e       | 2009  | 2009 - 2010 |
| Irlande                              | 3e       | 2009  | 2009 - 2010 |
| Suède                                | 9e       | 2009  | 2009 - 2010 |
| Australie                            | 6e       | 2010  | 2010 - 2011 |
| Belgique (Fr)                        | 12e      | 2010  | 2010 - 2011 |
| Belgique (Nl)                        | 6e       | 2010  | 2010 - 2011 |
| Canada                               | 3e       | 2010  | 2010 - 2011 |
| Danemark                             | 10e      | 2010  | 2010 - 2011 |
| États-Unis                           | 2e       | 2010  | 2010 - 2011 |
| États-Unis (Dance/Electronic Albums) | 2e       | 2010  | 2010 - 2011 |
| Union européenne                     | 2e       | 2010  | 2010 - 2011 |
| Finlande                             | 2e       | 2010  | 2010 - 2011 |
| Irlande                              | 6e       | 2010  | 2010 - 2011 |
| Italie                               | 8e       | 2010  | 2010 - 2011 |
| Japon                                | 14e      | 2010  | 2010 - 2011 |
| Nouvelle-Zélande                     | 7e       | 2010  | 2010 - 2011 |
| Pays-Bas                             | 10e      | 2010  | 2010 - 2011 |
| Suède                                | 3e       | 2010  | 2010 - 2011 |

- A : Dans plusieurs pays, le classement et les ventes de The Fame Monster sont fusionnés à celles de The Fame[Note 1].

## Historique de sortie
| Pays        | Date              | Format                       | Label                                        | Édition(s)                   |
| ----------- | ----------------- | ---------------------------- | -------------------------------------------- | ---------------------------- |
| Japon       | 18 novembre 2009  | CD, Téléchargement numérique | Universal Music                              | Deluxe                       |
| Italie      | 18 novembre 2009  | CD, Téléchargement numérique | Universal Music                              | Deluxe                       |
| Australie   | 20 novembre 2009, | CD, Téléchargement numérique | Universal Music                              | Deluxe, Limitée              |
| Chili       | 20 novembre 2009, | CD, Téléchargement numérique | Universal Music                              | Standard, Deluxe             |
| Allemagne   | 20 novembre 2009, | CD, Téléchargement numérique | Universal Music                              | Standard, Deluxe             |
| Irlande     | 20 novembre 2009, | CD, Téléchargement numérique | Universal Music                              | Deluxe                       |
| États-Unis  | 23 novembre 2009, | CD, Téléchargement numérique | Interscope, Streamline, Kon Live, Cherrytree | Deluxe                       |
| Royaume-Uni | 23 novembre 2009, | CD, Téléchargement numérique | Polydor                                      | Deluxe                       |
| Canada      | 23 novembre 2009, | CD, Téléchargement numérique | Universal Music                              | Deluxe                       |
| Argentine   | 23 novembre 2009, | CD, Téléchargement numérique | Universal Music                              | Deluxe                       |
| Brésil      | 27 novembre 2009  | CD, Téléchargement numérique | Universal Music                              | Standard, Deluxe             |
| Canada      | 1er décembre 2009 | CD, Téléchargement numérique | Universal Music                              | Standard                     |
| Colombie    | 4 décembre 2009   | CD, Téléchargement numérique | Universal Music                              | Standard                     |
| États-Unis  | 15 décembre 2009  | Boîte                        | Interscope, Streamline, Kon Live, Cherrytree | Super Deluxe                 |
| États-Unis  | 15 décembre 2009  | LP                           | Interscope, Streamline, Kon Live, Cherrytree | Standard                     |
| Australie   | 18 décembre 2009  | Téléchargement numérique     | Universal Music                              | Standard (version explicite) |
| Australie   | 21 décembre 2009  | CD                           | Universal Music                              | Standard (version explicite) |
| États-Unis  | 26 janvier 2010   | Téléchargement numérique     | Interscope, Streamline, Kon Live, Cherrytree | Standard (version explicite) |
| Chine       | 1er février 2010  | CD                           | Universal Music                              | Standard                     |
| Japon       | 16 avril 2010     | CD + DVD                     | Universal Music                              | Standard (version explicite) |
| Monde       | 3 mai 2010        | USB                          | Interscope, Streamline, Kon Live, Cherrytree | Limitée (version explicite)  |
| Italie      | 8 juin 2010       | CD                           | Universal Music                              | Slipcase limitée             |
| Allemagne   | 22 octobre 2010   | CD                           | Universal Music                              | Standard (version explicite) |
| Allemagne   | 20 novembre 2010  | Téléchargement numérique     | Universal Music                              | Standard (version explicite) |